# Strategy&
Strategy&（ストラテジーアンド）は、グローバルな戦略コンサルティングファーム。現在はPwC内の一部門として戦略コンサルティングを担っている。
2014年4月4日にプライスウォーターハウスクーパース（PwC）との統合により社名を変更するまでの名称は「ブーズ・アンド・カンパニー」。
世界各国における民間セクター・公共セクターの双方に対してサービスを提供しており、「プロダクト・ライフ・サイクル（製品ライフサイクル）」や「サプライチェーン・マネジメント」などのコンセプトを生んだことでも知られる。2014年4月、PwCはブーズ・アンド・カンパニーとのグローバルな統合手続きを完了したことを発表し、ブーズ・アンド・カンパニーはその名称を「Strategy&」に変更し、世界157か国に756拠点、20万人以上のスタッフを擁するPwCネットワークの一員となった。

## 概要
1914年に米国でエドウィン・ブーズにより創業、「経営コンサルティング」という専門職を初めて提唱し、後に社名をブーズ・アレン・ハミルトンとする。2008年に、米国政府に対してコンサルティングを行うブーズ・アレン・ハミルトンから独立して民間企業および米国以外の政府公共機関に対するコンサルティング業務を行うブーズ・アンド・カンパニーとして発足。創立100周年を迎えた2014年4月、ブーズ・アンド・カンパニーはグローバルにPwC ネットワークに加わり、その名称を「Strategy&」に変更した。
世界57か国にオフィスがあり、世界トップ100企業のうち70社、米国トップ500企業のうち400社がクライアントである。エネルギー、ヘルスケア、金融サービス、化学、情報通信、自動車、航空、メディア、ハイテク、消費財など幅広い業界に向けサービスを提供しており、ブーズ・アンド・カンパニーが手がけた主要なプロジェクトとしては、ハリウッド映画への契約システム導入、ナショナル・フットボール・リーグ（NFL）とアメリカン・フットボール・リーグ（AFL）の合併、クライスラーの倒産危機の救済などがある。

## 日本法人
日本法人は1983年、ブーズ・アレン・ハミルトンの東京事務所が開設され、2003年にはジェミニ・コンサルティング・ジャパンとの経営統合がなされた。2008年米国政府向け部門分離に伴い、日本法人がブーズ・アンド・カンパニー株式会社に社名変更。 2014年4月、PwCとのグローバルな統合に伴い、日本においては「プライスウォーターハウスクーパース・ストラテジー株式会社」に社名変更を行い、ブランド名をStrategy&に変更している。
2015年7月より旧プライスウォーターハウスクーパースのストラテジー部門と旧PwC PRTMマネジメントコンサルタンツジャパンもStrategy&に加わり、2016年2月29日にはPwC Japanのコンサルティング部門を集結させたPwCコンサルティングが設立され、Strategy&はその中でストラテジーコンサルティングを担うチームとなった。
クライアントは自動車・産業機械、医薬・医療、エネルギー・化学、メディア、情報通信・ハイテク、金融サービス、消費財など多岐に渡る。会社所在地は、東京都千代田区の、丸の内パークビルディング 21階である。

## 沿革
- 1914年	エドウィン・ブーズがシカゴにて事務所を設立し、コンサルティングという職業の先駆けとなる
- 1976年	PRTMがシリコンバレーにて事務所を開設
- 1998年	プライス・ウォーターハウスとクーパース・アンド・ライブランドが合併し、プライスウォーターハウスクーパース（PwC）を組成
- 2011年	PRTMがPwCのメンバーファームとなる
- 2014年	ブーズ・アンド・カンパニーが100周年を迎え、グローバルにPwCネットワークの傘下となり、ブランド名をStrategy&に変更
- 2015年	日本においてプライスウォーターハウスクーパースのストラテジー部門とPwC PRTMがStrategy&に加わる
- 2016年	日本においてPwCコンサルティングが設立され、Strategy&はそのストラテジーコンサルティングチームとなる

## 主な出身者
- 足立光 – 日本マクドナルド株式会社　上席執行役員　マーケティング本部長
- 岩田松雄 – スターバックスコーヒージャパン　前代表取締役社長
- 小松崎行彦 -株式会社ファミリーマート　取締役　常務執行役員
- 谷本肇 - リアルコム株式会社　 前代表取締役
- 西浦裕二 – 三井住友トラストクラブ株式会社　代表取締役会長
- 藤井清孝 - ベタープレイス・ジャパン株式会社　前代表取締役社長
- 松田千恵子 - 東京都立大学教授、IHI取締役、キリンホールディングス取締役、エステー取締役、レゾナック取締役
- 村沢義久 – 東京大学サスティナビリティ連携研究機構　前特任教授
- 安田結子 – ラッセル・レイノルズ・アソシエイツ・ジャパン・インク　マネージング・ディレクター
- 吉田健一  – ソフトバンクロボティクス株式会社	　本部長
- ランドバーグ史枝 – グーグル株式会社	　Head of Partner Operations, APAC